# Hippsches Chronoskop

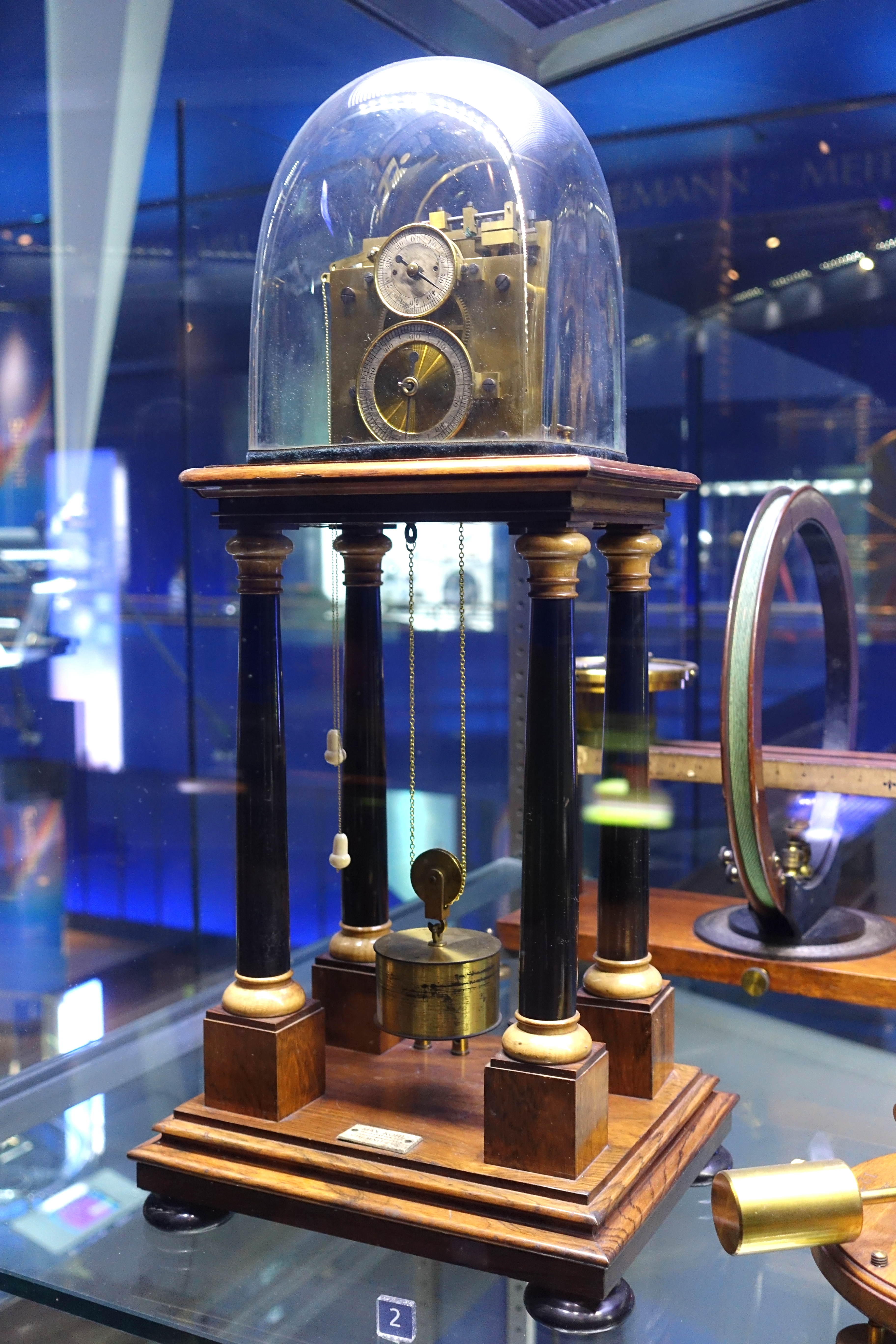
Hippsches Chronoskop, (Museum of Science and Industry, Chicago)

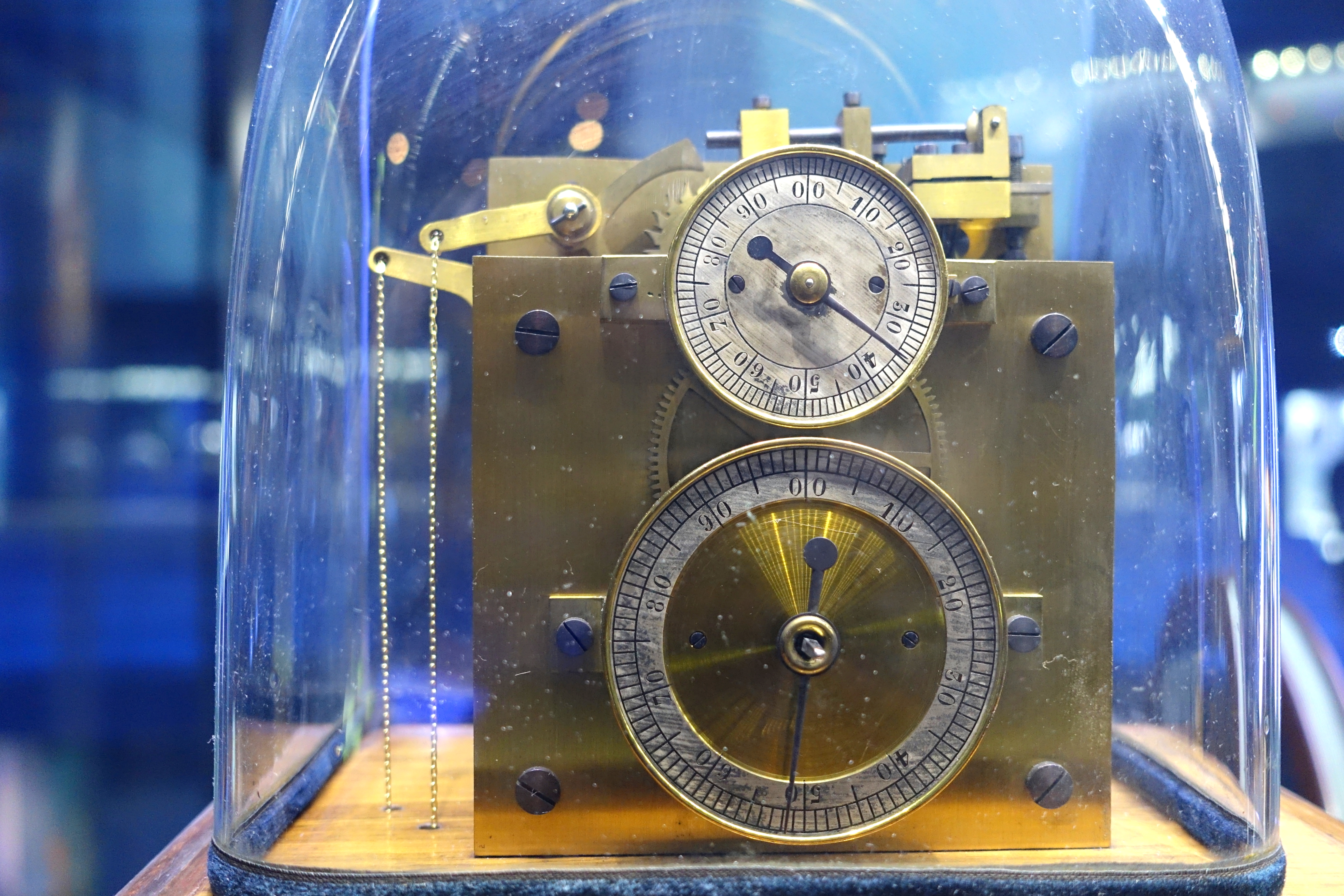
Detail eines Hippschen Chronoskops (Museum of Science and Industry, Chicago)

Das Hippsche Chronoskop ist ein historischer elektromechanischer Kurzzeitmesser für wissenschaftliche Zwecke. Es wurde von Matthäus Hipp 1848 erfunden und in den Folgejahren von ihm und anderen weiterentwickelt. Das Chronoskop ermöglichte erstmals Zeitmessungen mit einer Auflösung von einer Tausendstelsekunde.

## Funktionsprinzip

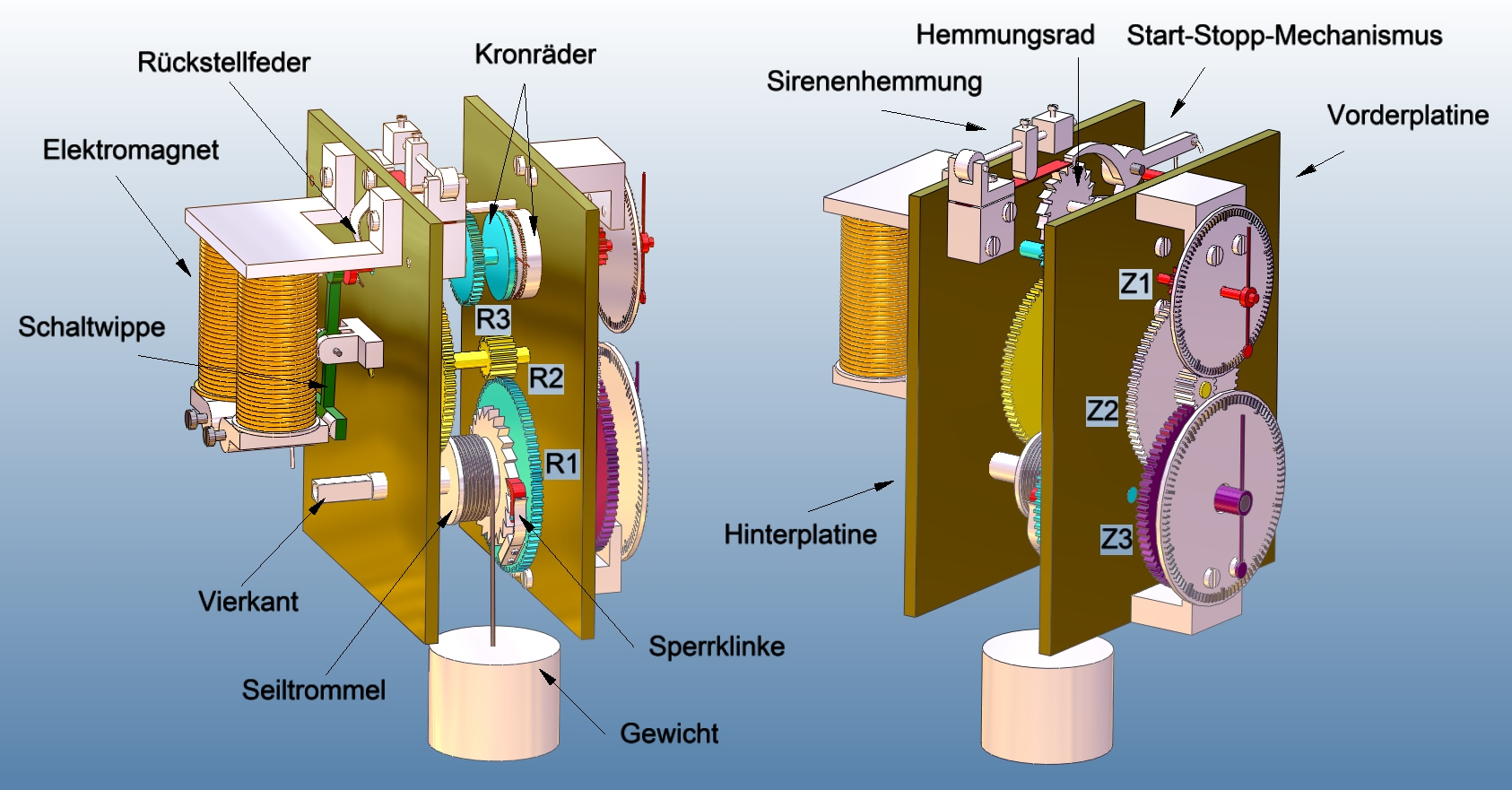
Hippsches Chronoskop (Übersicht)
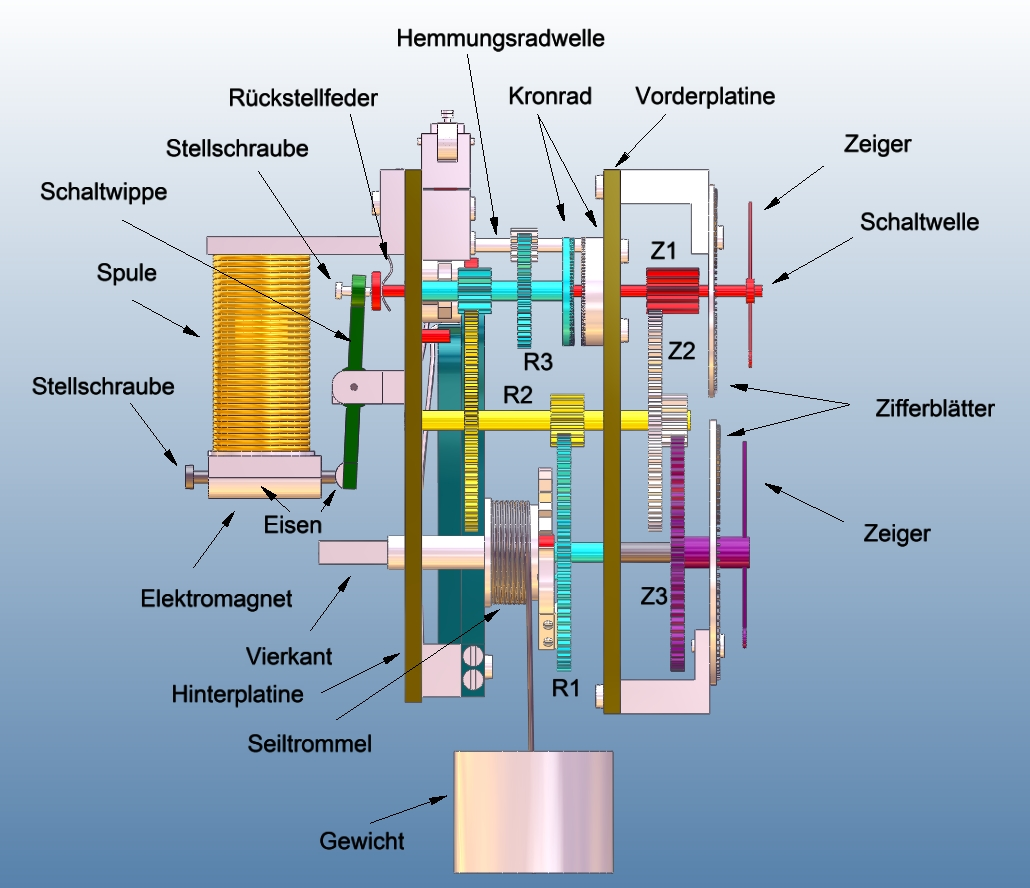
Hippsches Chronoskop (Getriebe)
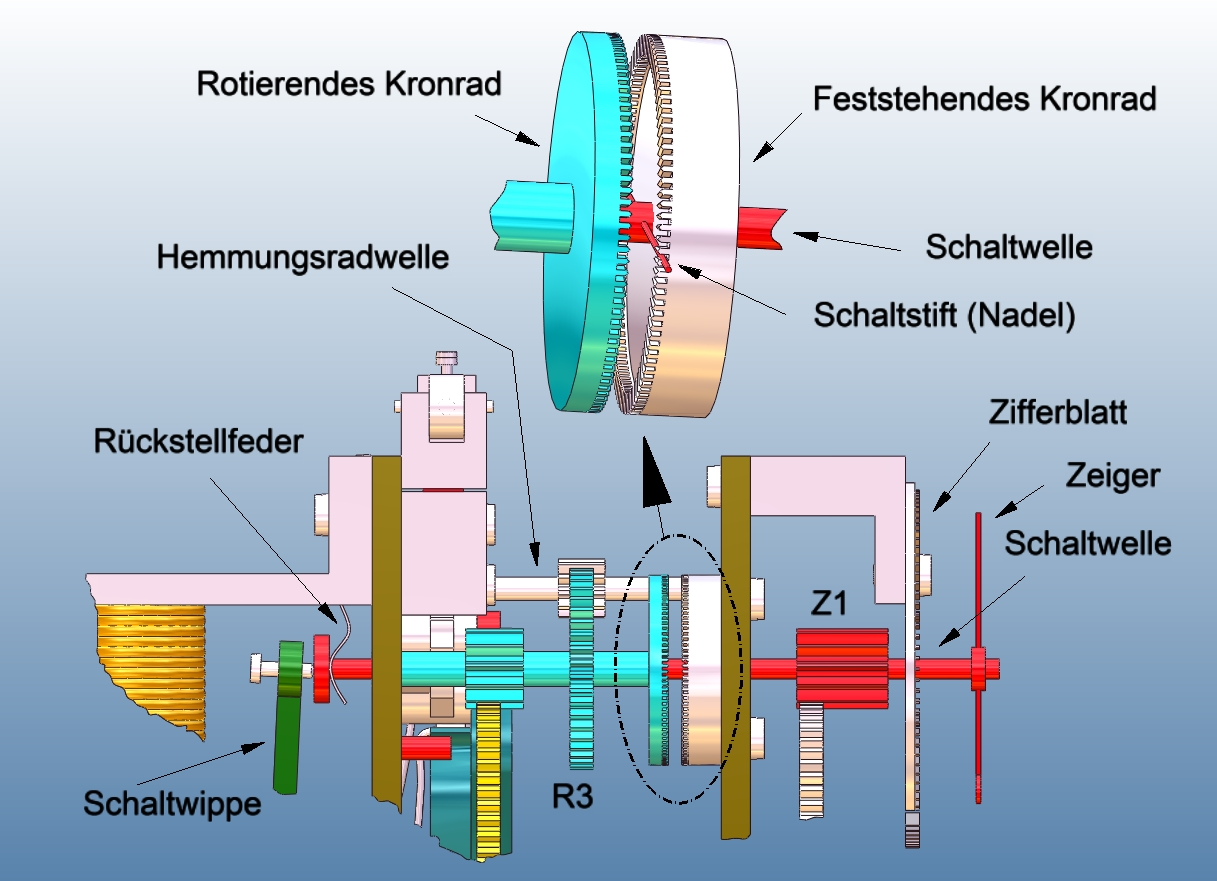
Hippsches Chronoskop (Ankopplung des Zeigerwerkes)
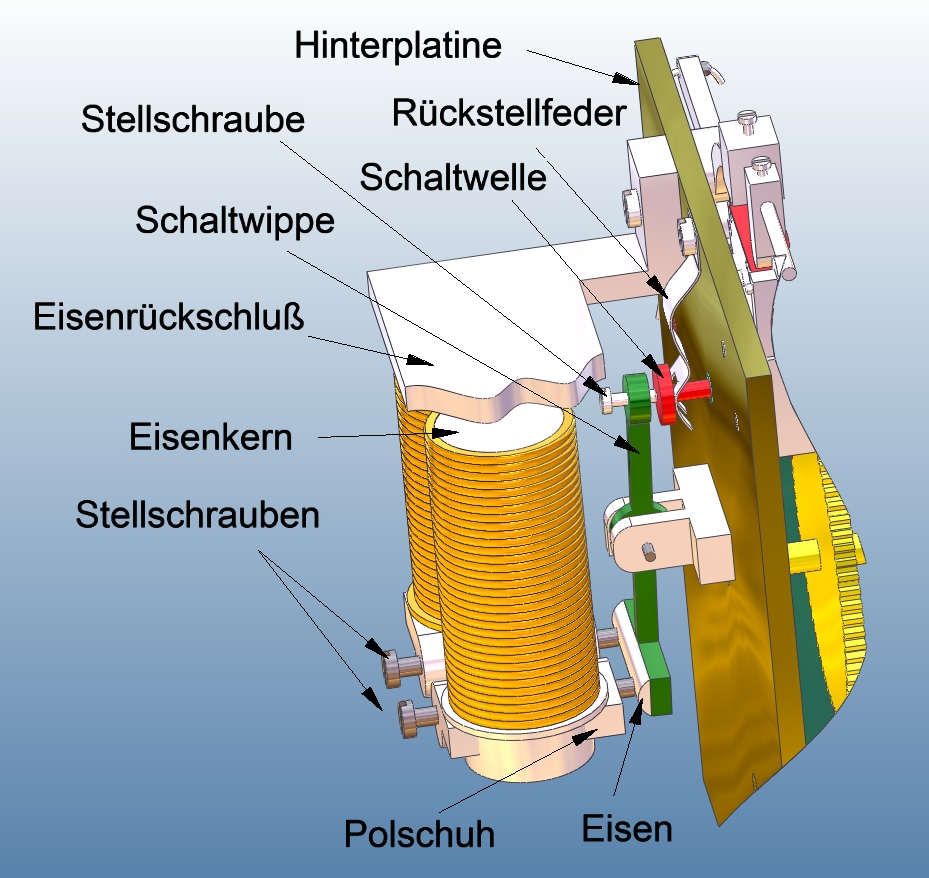
Hippsches Chronoskop (Elektromagnet)

Zwischen zwei Platinen, die durch in den Bildern nicht dargestellte Pfosten verbunden sind, ist ein aus den Zahnrädern R1, R2, R3 und einem Hemmungsrad mit den zugehörigen Trieben (kleine Zahnräder) bestehendes Räderwerk angeordnet. Es wird durch einen Gewichtsantrieb angetrieben. Ggf. ist die Seiltrommel des Antriebes über eine Sperrklinke oder einen Freilauf mit dem Zahnrad R1 verbunden, um das Gewicht unkompliziert anheben zu können (wie bei Großuhren üblich, z. B. mit einem Vierkantschlüssel).
Auf der Vorderplatine befindet sich ein aus den Zahnrädern Z1, Z2 und Z3 bestehendes Zeigerwerk. Das Zahnrad Z1 (Trieb) sitzt auf der Schaltwelle, die in der Hohlwelle des Rades R3 axial verschiebbar ist. Auf den Wellen der Räder Z2 und Z3 befinden sich Zeiger. Zwei Zifferblätter mit jeweils hundert Teilstrichen sind an der Vorderplatine befestigt.
Die Schaltwelle kann mittels einer Schaltwippe von einem Elektromagneten und einer Rückstellfeder in zwei verschiedene axiale Stellungen gebracht werden. An der Schaltwelle ist ein dünner Stift (Nadel) befestigt, der in diesen Lagen entweder in die Zahnlücken eines an der Vorderplatine befestigten Kronrades oder in die eines an der Hohlwelle des Rades R3 befestigten eingreift (die Kronräder stehen sehr nahe zusammen). In letzterem Fall rotiert die Schaltwelle mit dem Rad R3, während sie im anderen Fall stillsteht. Auf diese Weise kann durch Aktivierung des Elektromagneten das Zeigerwerk dem (rotierenden) Räderwerk zu- oder von ihm weggeschaltet werden (Beginn und Ende des Messvorganges).
Die Drehzahl des Räderwerkes wird durch eine sogenannte Sirenenhemmung (s. u.) auf einem bestimmten Wert exakt konstant gehalten. Die Übersetzungsverhältnisse der Getriebe sind nun so gewählt, dass sich dann das Rad Z2 des Zeigerwerks zehnmal pro Sekunde und das Rad Z3  einmal in zehn Sekunden dreht. Somit entspricht ein Teilstrich des zu Z2 gehörigen Zifferblattes (100 Teilstriche) der Anzeige einer Tausendstelsekunde und des zu Z3 gehörigen der einer Zehntelsekunde.

## Sirenenhemmung

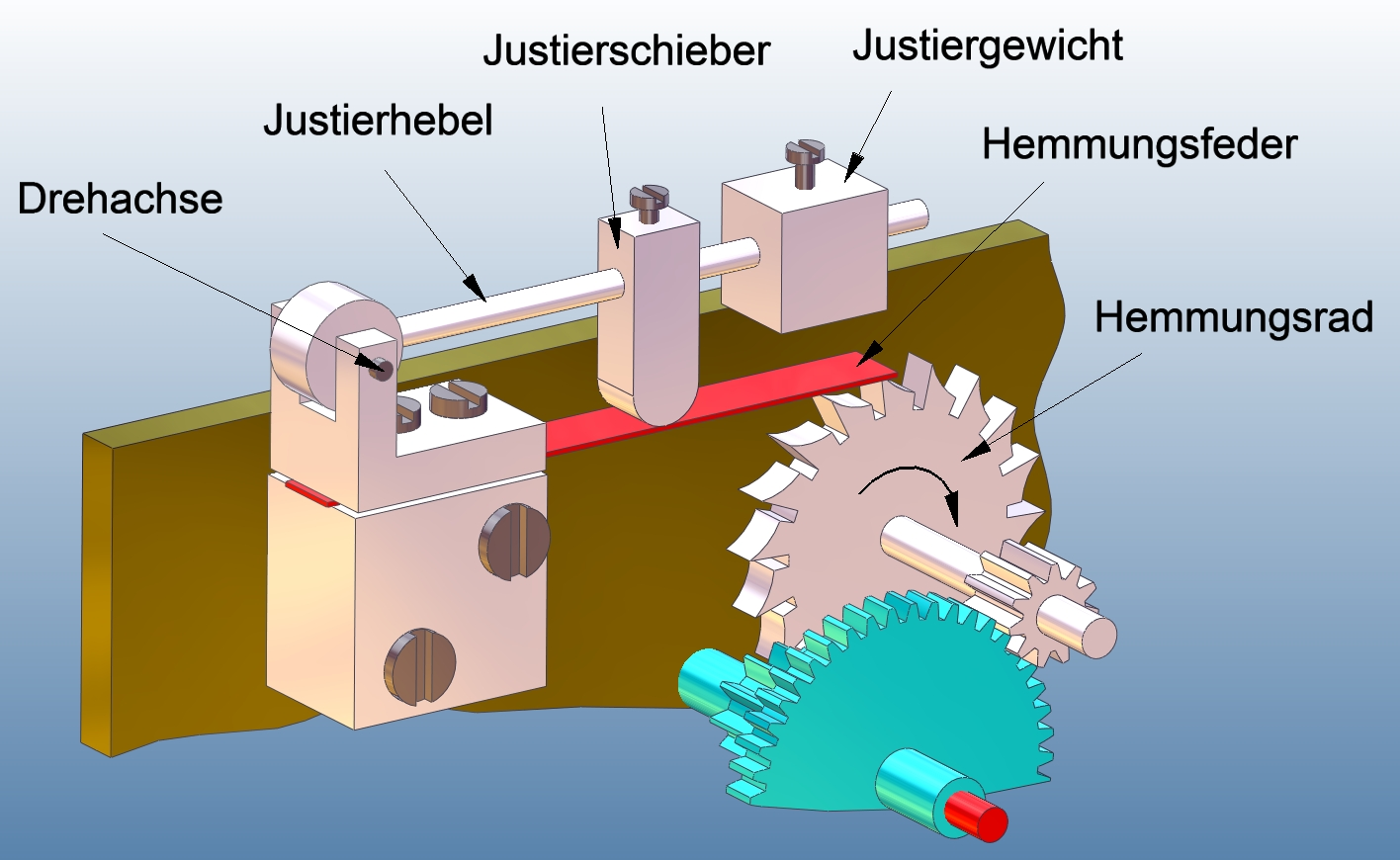
Hippsches Chronoskop (Sirenenhemmung)

Durch die Sirenenhemmung wird das Laufwerk des Kurzzeitmessers nicht im Zeittakt des Gangreglers gestoppt und wieder freigegeben (wie bei mechanischen Uhren), sondern der Ablauf des Räderwerks wird mit hoher Frequenz periodisch (wenig) abgebremst und wieder beschleunigt. Dabei fungiert eine Blattfeder als Gangregler.
Die Blattfeder besitzt eine Eigenfrequenz von 1000 Schwingungen pro Sekunde (1 kHz). Sie drückt auf die Zähne eines Sägzahnrades, das als Hemmungsrad dient.
Der Andruck der Feder wird mit einem verschiebbaren Justiergewicht so justiert, dass die von einem Sägezahn angehobene Feder (Abbremsung des Rades) auf Grund ihrer Rückstellkraft in die nächste Lücke des sich weiterbewegenden Rades fällt. Dabei wird das Rad kurzzeitig freigegeben und wieder beschleunigt. Beim erneuten Auftreffen der Feder erfolgt wieder die Abbremsung. Es stellt sich eine von der Feder abhängige konstante mittlere Drehzahl ein. Die wirksame Federlänge kann mit einem Justierschieber beeinflusst werden.
Wegen der Eigenfrequenz der Feder trifft die Feder nur dann in immer gleicher Weise auf das Rad, wenn sich dieses in einer Tausendstelsekunde um einen Zahn weiterbewegt und die Federschwingung periodisch anregt. Die sich bewegende Feder versetzt die Luft in Schwingung, so dass ein Pfeifton zu hören ist. Die richtige Federeinstellung (Kalibrierung) wird gefunden, indem dieser Pfeifton mit dem einer 1000 Hz-Stimmgabel akustisch abgeglichen wird. Dies kann durch geschultes Personal (z. B. Klavierstimmer) hochgenau geschehen. Die Stimmgabelfrequenz (Frequenznormal) konnte mit zu damaliger Zeit bereits bekannten Methoden exakt bestimmt werden.
Vor der Kurzzeitmessung muss abgewartet werden, bis das kalibrierte Chronoskop seine konstante Drehzahl (konstanter Pfeifton) erreicht hat. Bis dahin schwillt der abgegebene Ton wie bei einer Sirene an. Daher die Bezeichnung Sirenenhemmung.

## Start-Stopp-Mechanismus

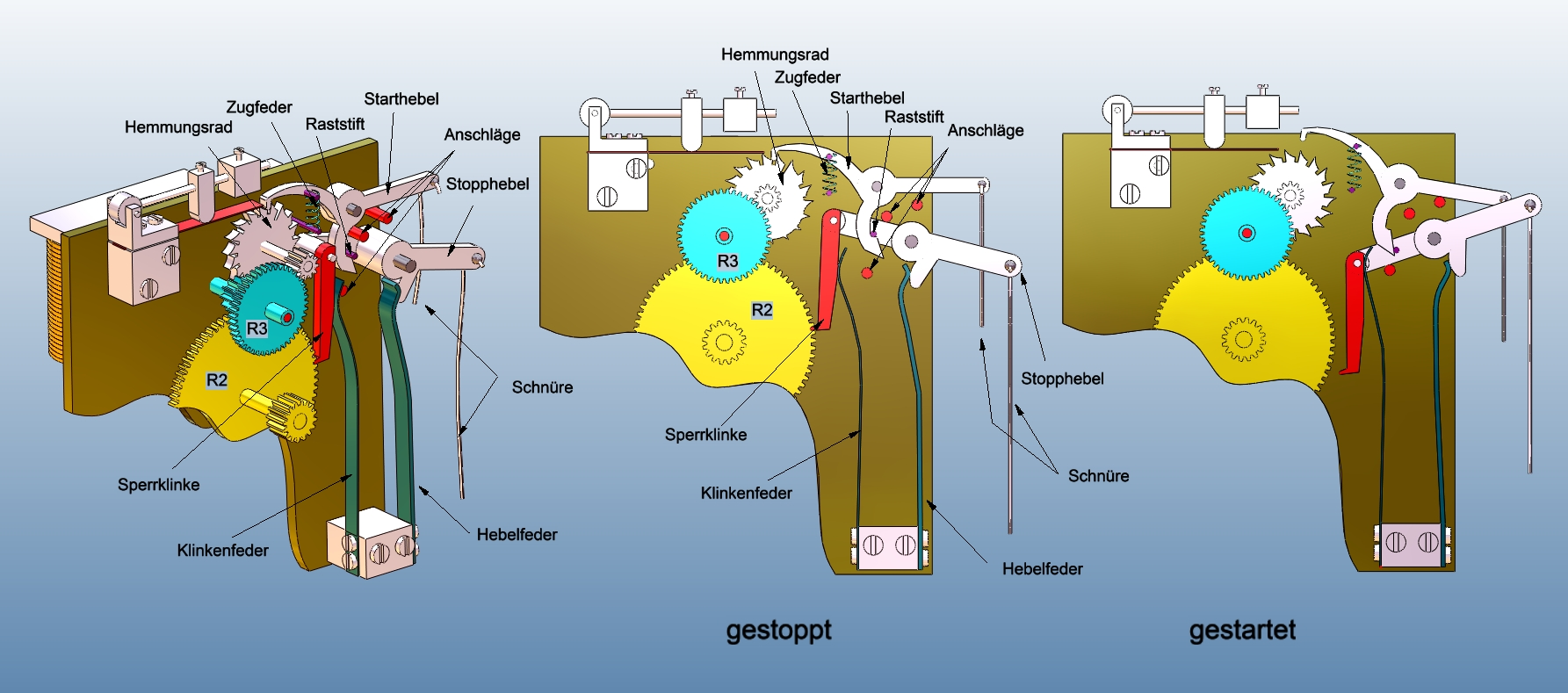
Hippsches Chronoskop (Start-Stopp-Mechanismus)

Es ist zweckmäßig, das Räderwerk erst kurz vor einer Messung in Gang zu setzen und nach der Messung wieder zu stoppen. Dazu ist ein Start-Stopp-Mechanismus vorgesehen. Dieser dient somit nicht dem Start und dem Stopp der Messung, sondern stellt die Betriebsbereitschaft des Gerätes her bzw. unterbricht diese.
Ein Starthebel greift, von einer Feder gezogen in die Verzahnung des Hemmungsrades ein und verhindert so das Ablaufen des Räderwerks. Der Stopphebel besitzt einen Raststift, der in einer Ausnehmung des Starthebels anliegt. Die Hebelfeder kann dadurch den Stopphebel nicht verdrehen. Die Sperrklinke wird durch die Klinkenfeder in die Verzahnung des Rades 3 gedrückt.
Zum Start wird an der Schnur des Starthebels gezogen, der sich verdreht und das Hemmungsrad nicht mehr blockiert. Der Raststift des Stopphebels wird freigegeben und die Hebelfeder verdreht den Stopphebel gegen den Uhrzeigersinn bis zu einem Anschlag. Der Raststift liegt nun an einer Fläche des Starthebels an und verhindert dessen Rückbewegung in die Startstellung.
Da die Sperrklinke weiterhin von der Klinkenfeder in die Verzahnung des Rades R3 gedrückt wird, erteilt sie dem Räderwerk bei ihrer Bewegung nach unten einen zusätzlichen Antriebsimpuls (neben dem des Gewichtantriebs). So wird die Solldrehzahl (konstanter Pfeifton) und damit die Betriebsbereitschaft schneller erreicht. Während dieses Vorganges gleitet die Klinkenfeder an der Sperrklinke nach oben und gelangt in eine Stellung, bei der die Klinke vom Rad abgehoben wird und dessen Drehung nicht weiter beeinflusst.
Nach dem Ende der Messung wird an der Schnur des Stopphebels gezogen. Der Raststift gibt den Starthebel frei, wodurch das Hemmungsrad wieder blockiert wird und beide Hebel wieder in die Startposition einrasten.

## Messungen
Der (batteriegespeiste) Elektromagnet wird über zwei parallelgeschaltete Schalter betätigt.
Vor dem Start einer Messung ist der Elektromagnet über einen Schalter einzuschalten (der andere ist offen). Dadurch wird die Schaltwelle vom im feststehenden Kronrad liegenden Stift blockiert. Das Zeigerwerk steht still. Zum Start der Messung wird der Schalter ausgeschaltet (beide Schalter offen). Die Rückstellfeder zieht den Stift der Schaltwelle in das Kronrad des rotierenden Rades 3. Die Schaltwelle rotiert nun mit und die Zeiger bewegen sich. Durch Schließen des zweiten Schalters wird der Magnet wieder aktiviert, die Schaltwelle dadurch wieder in die blockierte Stellung gebracht und der Zeigerlauf gestoppt. Die Messwerte können an den Zifferblättern abgelesen werden.
Prinzipiell ist es möglich, nur einen Schalter zu verwenden. Oft jedoch finden die Start und Stopp auslösenden Messereignisse voneinander entfernt statt, so dass zwei Schalter zweckmäßiger sind.
Die Ausgestaltung des jeweiligen Messexperiments und insbesondere die Schalterkonstruktion, die eine Schaltung ohne Zeitverzögerung (oder aber eine definierte) gewährleisten musste, oblag dem das Chronoskop nutzenden Experimentator.
Das Chronoskop wurde z. B. eingesetzt für die Messung der Abweichung von Präzisionspendeluhren von der Sternzeit, in der Psychologie für die Messung von menschlichen Reaktionszeiten (Persönliche Gleichung), Hochgeschwindigkeitsmessungen (Ballistik, Geschoßgeschwindigkeiten), Fallversuche u. a.
Bei der Messung von Geschossgeschwindigkeiten wurde ein Draht vor der Mündung des Gewehres oder Geschützes gespannt, der beim Austritt des Geschosses zerriss und die Stromversorgung des Magneten unterbrach (Startschalter). In definierter Entfernung (z. B. 100 m) traf das Geschoss auf eine Prallplatte, die durch die dadurch hervorgerufene Bewegung einen Stoppschalter schloss.
Vor der Messung der Gangabweichung von Präzisionspendeluhren war zu ermitteln, ob diese vor- oder nachgehen. Da die Abweichungen oft sehr klein waren (im Zehntelsekundenbereich), geschah dies mit Hilfe der Auge-Ohr-Methode. Bei nachgehenden Uhren musste die Starttaste beim Sterndurchgang gedrückt werden und die Stopptaste beim Pendelschlag (Geräusch beim Auftreffen eines Hemmungsradzahnes der Pendeluhr auf die Hemmungspalette). Bei vorgehenden Uhren war es umgekehrt. Meist wurde jeweils ein Taster von einem Beobachter betätigt. Sofern die Persönlichen Gleichungen (Reaktionszeiten) der Beobachter bekannt waren, konnte das Messergebnis entsprechend korrigiert werden.